# جغرافیای اداری پادشاهی متحد (بریتانیا)

واحدهای اداری بریتانیا و مناطق وابسته به آن

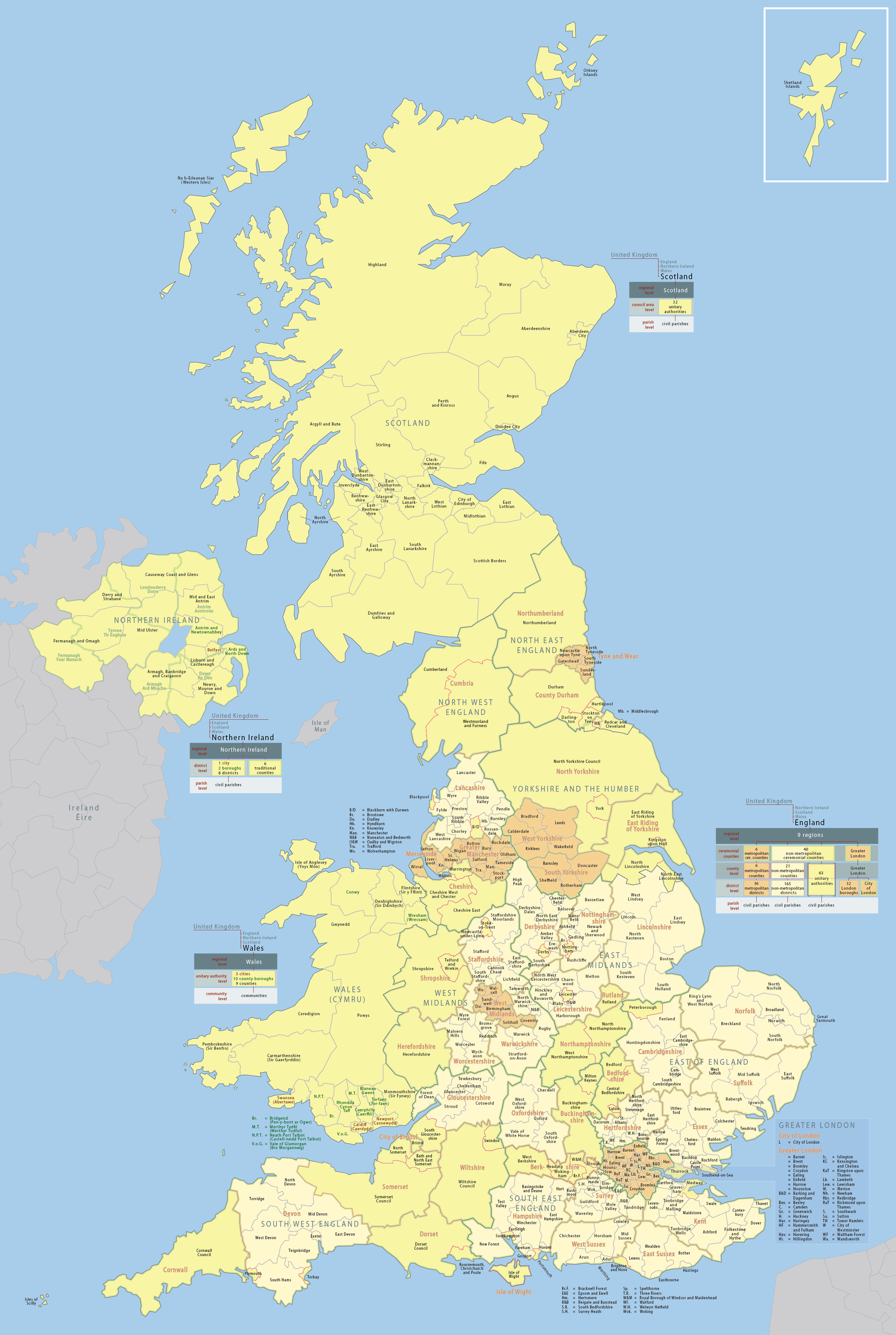
واحدهای اداری بریتانیا

جغرافیای اداری پادشاهی متحد (بریتانیا) پیچیده، چند لایه و غیر یکنواخت است. بریتانیا درحالت کلی، یک کشور مستقل در شمال غربی قاره اروپا, متشکل از انگلستان, ایرلند شمالی, اسکاتلند و ولز . برای دولت محلی در بریتانیا ، انگلستان، ایرلند شمالی، اسکاتلند و ولز هر کدام سیستم مرزبندی اداری و جغرافیایی ویژه و مختص خود را دارند. در نتیجه این تقسیم بندی ها، "هیچ قشر مشترک واحد اداری که بریتانیا را در بر می گیرد" وجود ندارد. 
از آنجایی که هیچ سند مکتوبی وجود ندارد که به طور جامع قانون اساسی بریتانیا را در برگیرد و به دلیل تاریخچه پیچیده شکل گیری انگلستان ، اصطلاحات مختلفی برای اشاره به اجزای تشکیل دهنده آن که گاه چهار کشور متحد (پادشاهی همسود) پادشاهی  نامیده می شوند به کار می رود. .  گاهی اوقات به این چهار کشور، به ویژه در زمینه های ورزشی، به عنوان کشورهای خانگی شناخته می شوند، بدین شکل که هرکدام دارای تیم های ملی ورزشی مختص خود هستند، اما ورزشکاران این چهار کشور میتوانند برای شرکت در مسابقات با ملیت یکی دیگر از این چهار کشور نیز به رقابت بپردازند. اگرچه این چهار کشور برای مقاصد قانونی و دولتی مهم هستند، اما قابل مقایسه با بخش‌های اداری اکثر کشورها نیستند.
بریتانیا همچنین مالکیت 17 قلمرو وابسته را نیز دارد که به طور رسمی بخشی از بریتانیا نیستند اما در مکان هایی مانند سازمان ملل توسط بریتانیا نمایندگی می شوند.
از نظر تاریخی، بخش‌های زیرملی بریتانیا، بخش  و محله کلیسایی بوده‌اند، در حالی که پس از ظهور پارلمان یکپارچه بریتانیا ، بخش و حوزه انتخابیه ، زیربخش‌های سیاسی پان‌انگلیسی بوده‌اند. بخش های معاصر بیشتر شامل مناطق ستوان و مناطق آماری تعریف شده با سیستم های مدرن ITL ( NUTS سابق) و ISO 3166-2:GB است .

## تاریخ

نمودار اویلر جزایر بریتانیا

این ساختار توسط اتحادیه توافق شده بین دولت های مستقل سابق، پادشاهی انگلستان (از جمله شاهزاده ولز ) و پادشاهی اسکاتلند در پیمان اتحادیه شکل گرفت و توسط قوانین اتحادیه 1707 برای تشکیل پادشاهی واحد بزرگ تصویب شد. بریتانیا (1707–1800)؛ به دنبال آن قانون اتحادیه 1800 ، که بریتانیای کبیر را با پادشاهی ایرلند ترکیب کرد و پادشاهی متحده بریتانیا و ایرلند را تشکیل داد. استقلال دولت آزاد ایرلند (ایرلند جنوبی) در سال 1922، به دنبال تجزیه ایرلند ، منجر به پادشاهی کنونی بریتانیای کبیر و ایرلند شمالی شد.
ولز از طریق قوانین قانون ولز 1535-1542 به سیستم حقوقی انگلیس ادغام شد، اساسنامه قبلی رودلان قوانین ولز را پس از فتح ادواردین در سال 1282 محدود کرده بود اما لغو نکرد. در نتیجه، انگلستان و ولز برای برخی اهداف به عنوان یک نهاد واحد در نظر گرفته می شوند، عمدتاً به این دلیل که آنها یک سیستم حقوقی مشترک دارند (به قانون انگلیسی مراجعه کنید)، در حالی که اسکاتلند و ایرلند شمالی هر کدام یک سیستم حقوقی جداگانه دارند (به قانون اسکاتلند و قانون ایرلند شمالی مراجعه کنید). . 
ایرلند شمالی اولین بخش از جزایر بریتانیا بود که بر اساس قانون دولت ایرلند در سال 1920 دارای یک دولت مستقل بود و تا زمانی که پارلمان ایرلند شمالی در سال 1972 به حالت تعلیق درآمد، ادامه یافت. پس از یک دوره حکومت مستقیم توسط دولت وست مینستر و برخی تلاش‌های نافرجام برای بازگرداندن دولت واگذار شده در دوران مشکلات ، مجمع کنونی ایرلند شمالی در سال 1998 تأسیس شد و در حال حاضر پس از چند دوره تعلیق در حال فعالیت است. تاریخ پیچیده ایرلند شمالی به دیدگاه های متفاوتی در مورد وضعیت آن منجر شده است. اصطلاح "استان" اغلب توسط مفسران اتحادیه‌گرا و بریتانیایی برای اشاره به ایرلند شمالی استفاده می‌شود، اما ناسیونالیست‌های ایرلندی از آن استفاده نمی‌کنند. 

## بررسی اجمالی مدیریت
پس از برگزیت (خروج بریتانیا از اتحادیه اروپا) ، اتحادیه اروپا (UNS) مدل منطقه‌ای اتحادیه اروپا NUTS1 را با مدل سطح منطقه‌ای بین‌المللی خود جایگزین کرد و رفتار با 3 کشور داخلی در کنار 9 منطقه انگلستان را ادامه داد.
| کشور                | بریتانیا [L]                                            | بریتانیا [L]                                            | بریتانیا [L]                                            | بریتانیا [L]                                            | بریتانیا [L]                                            | بریتانیا [L]                                            | بریتانیا [L]        | بریتانیا [L]   | بریتانیا [L]     |
| بخشی از انگلستان    | انگلستان                                                | انگلستان                                                | انگلستان                                                | انگلستان                                                | انگلستان                                                | انگلستان                                                | ولز [L]             | اسکاتلند [L]   | ایرلند شمالی [L] |
| حوزه اختیارات       | مقامات لندن بزرگ و مناطق اقتدار ترکیبی ، [C] مناطق دیگر | مقامات لندن بزرگ و مناطق اقتدار ترکیبی ، [C] مناطق دیگر | مقامات لندن بزرگ و مناطق اقتدار ترکیبی ، [C] مناطق دیگر | مقامات لندن بزرگ و مناطق اقتدار ترکیبی ، [C] مناطق دیگر | مقامات لندن بزرگ و مناطق اقتدار ترکیبی ، [C] مناطق دیگر | مقامات لندن بزرگ و مناطق اقتدار ترکیبی ، [C] مناطق دیگر | ولز [L]             | اسکاتلند [L]   | ایرلند شمالی [L] |
| منطقه ستوان         | شهرستان های تشریفاتی                                    | شهرستان های تشریفاتی                                    | شهرستان های تشریفاتی                                    | شهرستان های تشریفاتی                                    | شهرستان های تشریفاتی                                    | شهرستان های تشریفاتی                                    | شهرستان های حفظ شده | مناطق ستوان    | مناطق ستوان      |
| نوع شهرستان         | غیر کلانشهری                                            | غیر کلانشهری                                            | شهر بزرگ                                                | منحصر بفرد                                              | منحصر بفرد                                              | منحصر بفرد                                              | شهرستان های حفظ شده | مناطق ستوان    | مناطق ستوان      |
| منطقه شورای شهرستان | منطقه شورا دو طبقه [C]                                  | مناطق اقتدار واحد [C][U]                                | هیچ یک                                                  | هیچ یک                                                  | شهر لندن [C]                                            | جزایر سیلی [C][S]                                       | مناطق اصلی [C]      | مناطق شورا [C] | مناطق [C]        |
| ناحیه               | مناطق غیر کلانشهری [B][C]                               | مناطق اقتدار واحد [C][U]                                | بخش های متروپولیتن [B][C]                               | بخش های لندن [C]                                        | شهر لندن [C]                                            | جزایر سیلی [C][S]                                       | مناطق اصلی [C]      | مناطق شورا [C] | مناطق [C]        |
| محله                | محله های مدنی [C][T]                                    | محله های مدنی [C][T]                                    | محله های مدنی [C][T]                                    | محله های مدنی [C][T]                                    | بخش ها                                                  | محله های مدنی                                           | جوامع [M]           | جوامع          | محله های مدنی    |

یادداشت
نشانگرهای بالا به مقالات مرتبط در صورت وجود پیوند دارند.
[B] Can have city, borough or royal borough status
[C] Has a council
[L] Has a legislature
[M] May have a council
[S] Sui generis unitary authority.  Not a county nor part of Cornwall.  Powers similar to a mainland county.
[T] Can have city, town, village or neighbourhood status.  Not all areas of England have parishes.
[U] County council areas comprising one district.  The council is at either county or district level.

## سیستم های حکومتی

### انگلستان
1. انگلستان هیچ قوه مقننه ملی یا دولت مستقلی ندارد.
2. سطوح مختلف مدیریت عالی
  1. مقامات ترکیبی
  2. شوراهای شهرستان
  3. مقامات لندن بزرگ
3. نواحی (تمام انگلستان) را می‌توان شهرها، بخش‌ها یا بخش‌های سلطنتی نامید. قوانین جداگانه ای برای موارد زیر وجود دارد:
  1. مقامات واحد
  2. مناطق غیر کلانشهری
  3. کلان شهرها
  4. بخش های لندن
  5. وضعیت sui generis ( شهر لندن و جزیره سیلی ).
4. محله های مدنی با شوراهای محله یا شهر، در بیشتر انگلستان، اما در مناطق شهری بزرگتر رایج نیستند.

### ایرلند شمالی
ایرلند شمالی دارای یک مجمع ایرلند شمالی (به عنوان پارلمان داخلی) و یک هیئت اجرایی ایرلند شمالی بر اساس توافقنامه جمعه نیک است. در دوره‌هایی که مجمع واگذار شده به حالت تعلیق درآمدند، دولت اجرایی در ایرلند شمالی مستقیماً توسط وزیر امور خارجه ایرلند شمالی و قوانینی که در پارلمان بریتانیا وضع می‌شد - که برخلاف تفویض اختیار و قدرت سپارس به «حکومت مستقیم» معروف است - اداره می شود.
برای دولت محلی، ایرلند شمالی به 11 ناحیه محلی بخش شده است که مقامات هر واحد مجزا هستند.
ایرلند شمالی به شش شهرستان سنتی تقسیم شده است. اگرچه اینها به طور گسترده مورد استفاده قرار می گیرند، اما دیگر هیچ هدف اداری (مانند گذشته) ندارند.

### اسکاتلند
اسکاتلند از سال 1999 دارای یک قوه مقننه واگذار شده به نام پارلمان اسکاتلند با یک دولت به نام دولت اسکاتلند است. دولت اسکاتلند توسط وزیر اول اسکاتلند هدایت می شود که مسئول تمام زمینه های تصمیم گیری، سیاست دولت و همچنین تعامل بین المللی اسکاتلند است.  پارلمان اسکاتلند متشکل از 129 نماینده منتخب پارلمان اسکاتلند (MSPs) است و جمعیت اسکاتلند با تعداد 8 نماینده، نمایندگی می شود. پارلمان اسکاتلند از دو نوع نماینده تشکیل شده است - یک نماینده حوزه انتخابیه که نماینده منطقه محلی است و هفت نماینده لیست منطقه ای که مجموعاً منطقه بزرگتری را که شامل هر حوزه انتخابیه می شود را نمایندگی می کنند. 
پارلمان اسکاتلند در هولیرود واقع در پایتخت این کشور، ادینبورگ تشکیل جلسه می دهد.  ادینبورگ همچنین مقر Bute House ، اقامتگاه رسمی وزیر اول، و همچنین کاخ هولی رود ، اقامتگاه رسمی پادشاه در اسکاتلند است.  بالاترین دادگاه‌های اسکاتلند که تحت سیستم حقوقی کشورها کار می‌کنند - دیوان عالی دادگستری و دادگاه جلسه (که مجموعاً به عنوان دادگاه‌های عالی اسکاتلند شناخته می‌شوند) - در مجلس پارلمان، ادینبورگ مستقر هستند. 
برای دولت محلی، اسکاتلند دارای 32 زیربخش یا منطقه شورایی (مقامات واحد) است. در زیر این سطح یکنواخت تقسیم بندی، سطوح مختلفی از کمیته های منطقه در مناطق بزرگتر شوراهای روستایی، و بسیاری از شوراهای اجتماعی کوچک در سراسر کشور وجود دارند، اگرچه هیچ کدام بین المللی نیستند. شوراهای اجتماعی اسکاتلند قدرت اندکی دارند و تنها به عنوان یک انجمن برای طرح مسائل مورد توجه هستند و نه بیشتر.

### ولز
ولز دارای یک مجلس قانون گذاری برگزیده و واگذار شده به نام  Senedd (پارلمان ولز؛ ویلزی: Senedd Cymru  است.) که از آن دولت ولز گرفته شده است. برای دولت محلی، ولز از 22 مقام واحد تشکیل شده است: 10 بخش شهرستان ، 9 شهرستان، و 3 شهر. در زیر این شوراها، شوراهای محلی قرار دارند که دارای اختیاراتی مشابه شوراهای محلی انگلیسی هستند.
22 مقام واحد در مناطق حفاظت شده گروه بندی می شوند که برای اهداف و فعالیت های تشریفاتی به کار برده می شوند. اگرچه براساس شهرستان‌هایی که بین سال‌های 1974 تا 1996 میلادی برای دولت محلی مورد استفاده قرار می‌گرفتند، آنها دیگر عملکرد اداری ندارند.

## نمایندگی دموکراتیک

### پارلمان ها
هر یک از 650 حوزه یا بخش انتخاباتی به نام حوزه انتخابیه پارلمان بریتانیا ، از سال 1950، یک نماینده پارلمان (MP) را برای نمایندگی در مجلس عوام بریتانیا برگزیده اند. پیش از سال 1950، برخی حوزه‌های انتخابیه دو یا چند نماینده را با به کار بردن از سیستم رأی‌گیری بلوک کثرت برمیگزیدند، و پیش از قانون اصلاحات 1832، تقریباً همه حوزه‌های انتخابیه در انگلستان دو نماینده را برمی‌گرداندند.
پارلمان اسکاتلند قدرت سپاری شده، و سند ولز (پارلمان ولز) ، هر دو از یک سیستم عضو اضافی برای انتخابات استفاده می‌کنند که حوزه‌های انتخابیه تک عضوی را با مناطق انتخاباتی چند عضوی ترکیب می‌کند.
انتخابات مجلس ایرلند شمالی تحت سیستم رای واحد قابل انتقال (STV) در 18 حوزه انتخابیه چند نفره برگزار می شود.

### دولت محلی
بخش‌ها و بخش‌های انتخاباتی بریتانیا، حوزه‌های انتخاباتی در سطح محلی هستند که توسط یک یا چند عضو شورا در سطح مقامات محلی نمایندگی می‌شوند، و یا برای تقسیم رأی‌دهندگان به حوزه‌های انتخاباتی برای رأی‌دهی استفاده می‌شوند. این واحد اصلی جغرافیای انتخاباتی در بریتانیا است.

## تقسیمات غیر رسمی
همچنین بسیاری از نام‌گذاری‌های غیررسمی، تاریخی و منطقه‌ای با اهداف ویژه وجود دارد. برخی مانند ارتفاعات اسکاتلند تا حدودی مرزهای رسمی دارند یا داشته اند. موارد دیگر مانند کمربند مسافرتی لندن پراکنده تر هستند. برخی مانند اسنودونیا ( Eryri ) در برخی زمینه ها مرز رسمی دارند (در مورد یاد شده به عنوان یک پارک ملی). موارد دیگر مانند فنر شرقی انگلستان به طور کاملاً مشخصی توسط جغرافیا تعریف می شوند اما آنها معرف هیچ نهاد رسمی نیستند.

## زیرمجموعه های بین المللی
دفتر آمار ملی بریتانیا، سازمان بین المللی استاندارد و پیش از سال 2021 یورو استات ، کدهای زیربخشی را برای بریتانیا ایجاد کرده اند. برای اطلاعات بیشتر به ITL (بریتانیا) و یا ISO 3166-2:GB مراجعه نمایید.

## مناطق وابسته
بریتانیای کبیر در مجموع دارای 17 قلمرو وابسته است. این سرزمین ها شامل سه " وابسته تاج " در جزایر بریتانیا و در کانال مانش و چهارده " سرزمین فرادریایی " پراکنده در سراسر جهان هستند.
برخلاف دیگر قدرت‌های استعماری سابق در جهان، دولت بریتانیا دارایی‌های خود در خارج از سرزمین اصلی (یا وابسته‌های تاج، که پیوندهای تاریخی با ولیعهد بریتانیا دارند) را به عنوان زیرمجموعه‌های خود پادشاهی متحد طبقه‌بندی نمی‌کند؛ بلکه هرکدام در قانون به عنوان یک حوزه قضایی جداگانه تلقی و مشخص می شوند. بیشتر این سرزمین ها قوه مقننه و پارلمان خود را دارند و درجاتی از خودمختاری معمولاً فراتر از خودمختاری کشورهای مستقل بریتانیا است، از جمله استقلال مالی.
از 14 قلمرو فردریایی بریتانیا، 10 قلمرو مستقل هستند و از دو مورد عمدتاً به عنوان پایگاه نظامی یاد می شود، یکی خالی از سکنه (جورجیای جنوبی و ساندویچ جنوبی) و یکی دیگر متعلق متعلقات بریتانیا در قطب جنوب است.
با این حال، بریتانیا درجات گوناگونی از مسئولیت را در همه ی مناطق تحت حاکمیت خود، در حال حاضر از کنترل کامل سیاسی تا حضور در حد زیادی تشریفاتی، حفظ می‌کند. موضوعات محفوظ اصلی بریتانیا در زمینه های مشخصی است، از جمله حوزه دیپلماسی، معاهدات بین المللی، دفاع و امنیت. بریتانیا همچنین در همه سرزمین‌ها مسئولیت باقی‌مانده برای «حکومت خوب» را بر عهده دارد، مفهومی که به‌تازگی تعریف شده در قانون اساسی که اخیراً با تحمیل حاکمیت مستقیم آن پس از ادعای فساد جدی که در جزایر تورکس و کایکوس نمونه‌ای از آن است. پارلمان بریتانیا در وست مینستر، و دولت بریتانیا از طریق شورای خصوصی، هر دو قدرت قانون گذاری برای سرزمین های فرادریایی را حفظ می کنند – اگرچه بنابر کنوانسیون معمولاً این کار فقط با رضایت هر یک از دولت های محلی صورت می گیرد .
سه سرزمین با وابستگی به تاج سلطنتی (جزیره) بریتانیا، دارایی‌های خودگردان  تاج سلطنتی بریتانیا هستند. آنها از قلمروهای فردریایی بریتانیا در بریتانیا متمایز هستند. 

## همچنین ببینید
- کشورهای انگلستان
- تفویض اختیار در بریتانیا
- حوزه های پارلمان اروپا در بریتانیا
- جزایر بریتانیا (اصطلاحات)
- سرزمین های ماوراء بحری بریتانیا
- وابستگان سلطنتی
- فهرست ریشه‌شناسی شهرستان‌های بریتانیا
- فهرست نهادهای فرعی
- سیستم کدگذاری دفتر آمار ملی برای شهرستان ها، ولسوالی ها، بخش ها و مناطق سرشماری
- فهرست مناطق بریتانیا بر اساس شاخص توسعه انسانی

## لینک های خارجی
- فهرست قابل مرور جزئیات تماس و وب سایت های مقامات محلی بریتانیا در وب سایت Business Link
- راهنمای مبتدیان برای جغرافیای انگلستان – جغرافیای اداری

الگو:UK subdivisions